# Malakbel

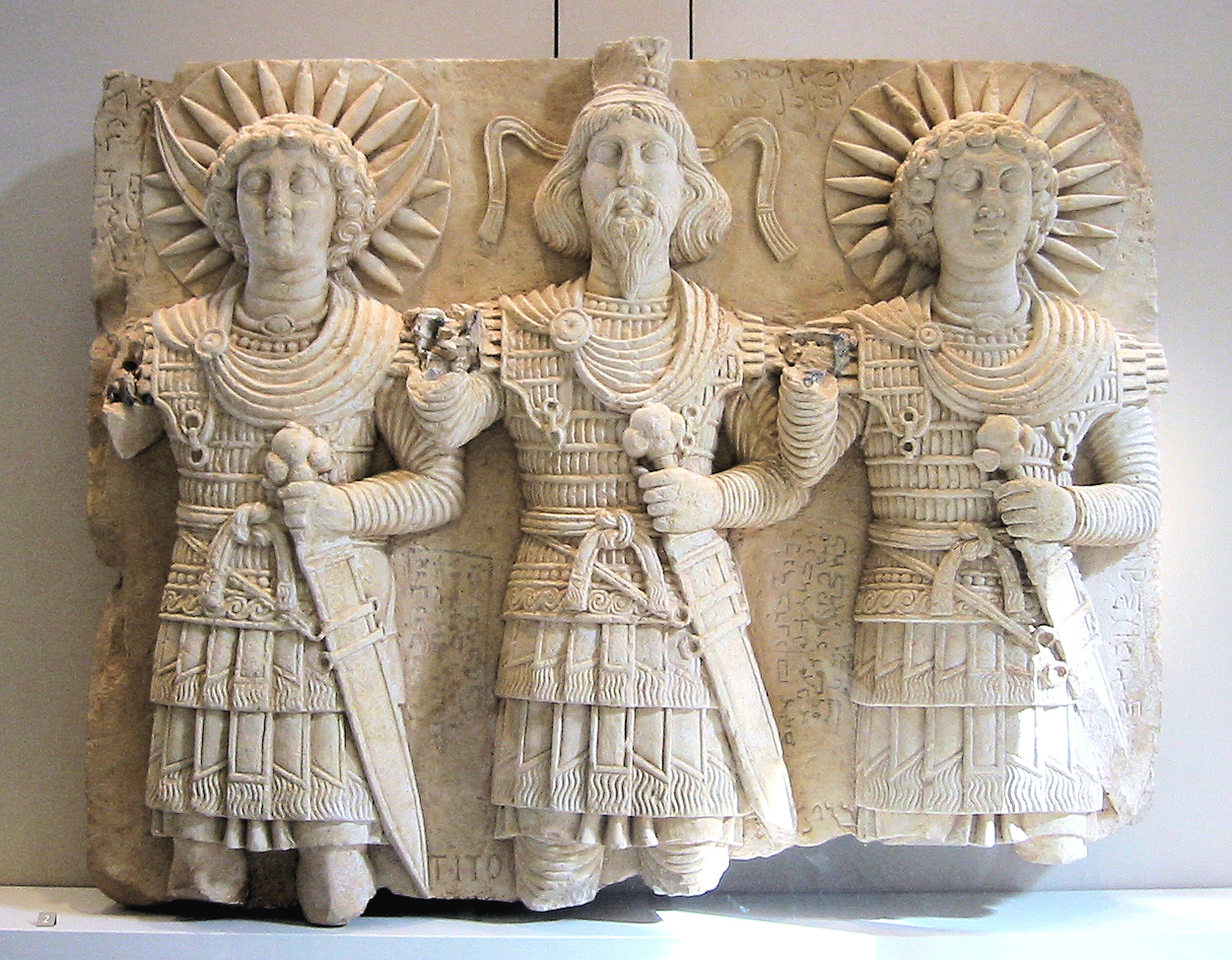
Trias des Baalschamin (Mitte). Links Aglibol, rechts Malakbel, beide mit Nimbus, Baalschamin mit Bart und calathus auf dem Kopf. Alle drei tragen Militärkleidung. Kalkstein, 56 × 69 Zentimeter. Um 50 n. Chr. Fundort: Bir Wereb im Wadi Miyah nahe Palmyra. Heute im Louvre

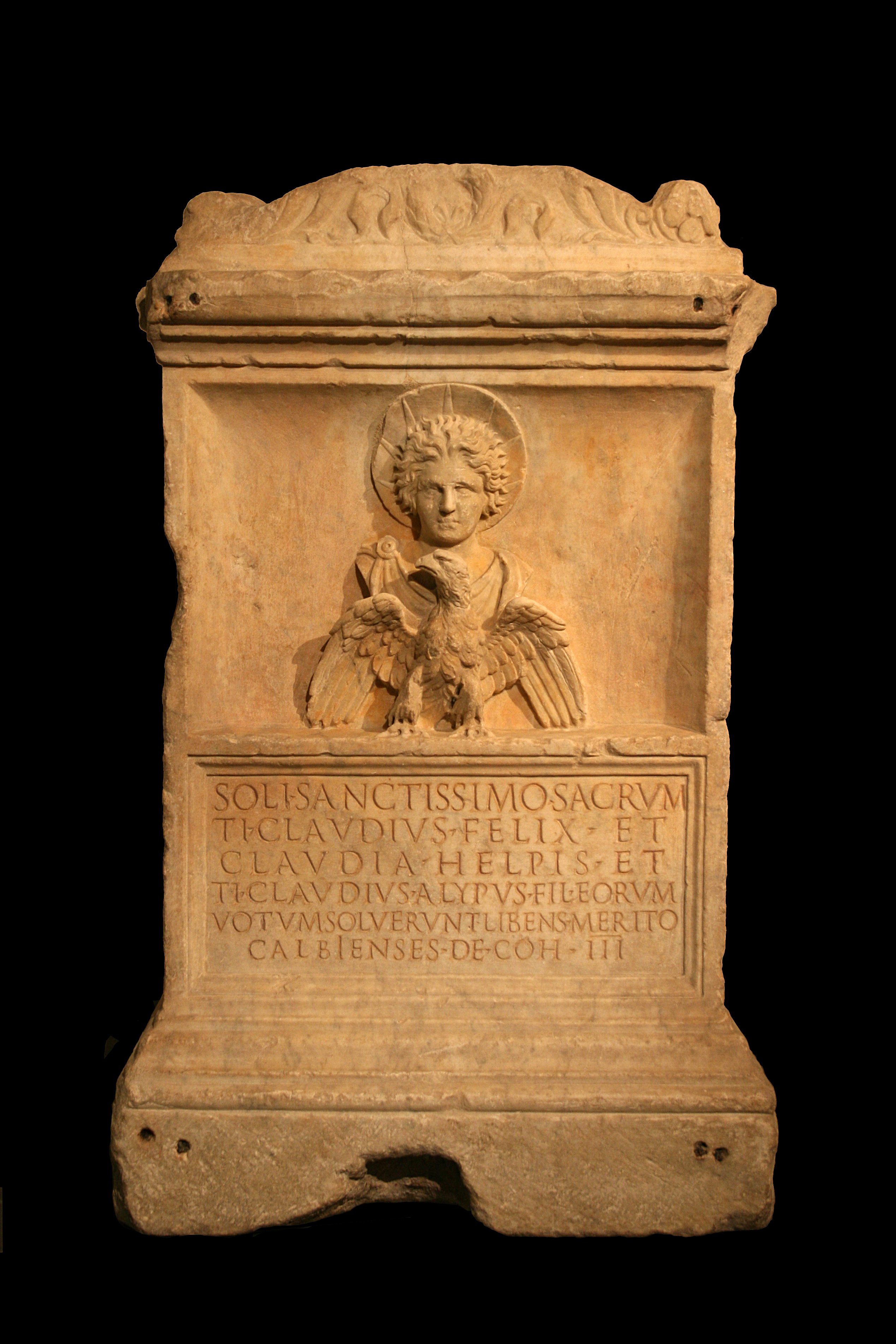
Altar dem Gott Malakbel (Sonne) gewidmet, Kapitolinische Museen (Rome).

Malakbel ist ein semitischer Gott, der besonders in der syrischen Oasenstadt Palmyra verehrt wurde. Er entwickelte sich aus einem regionalen Stammeskult in der römischen Zeit zu einem Sonnengott und wurde häufig zusammen mit Aglibol dargestellt. In dieser Verbindung nannte man sie „heilige Brüder“. Zusammen bildeten sie eine Trias an der Seite des Himmelsgottes Baalschamin.

## Ursprung
Die Kulte der beiden Götter standen ursprünglich in Verbindung zum Wachstum in der Pflanzenwelt und zu Viehzucht. Die frühesten Anhänger waren Angehörige des einflussreichen arabischen Stammes der Bene Komare. Ihre jahreszeitlichen Kulte wurden von Priestern geleitet. Der andere Stammesname Kohenite leitet sich aus dem phönizischen Wort kohen, „Priester“ ab, sie nannten sich also „Söhne der Priester“. Die Namensableitung und die Verehrung eines Götterpaares, wie es in der Levante häufig vorkam, deuten auf eine Herkunft der Bene Komare aus dem Westen.
Die Wortbestandteile von Malakbel sind in der aramäischen Sprache mlk als mal'ak, übersetzt „Bote“ und bel, eine Schreibweise für den obersten Himmelsgott Baal. Malakbel wurde als Diener des Baal verstanden. Das in Aglibol enthaltene bol ist aus dem kanaanäischen Wort ba'al umgewandelt worden, vermutlich zu einer Zeit, als Palmyra zum Gebiet der Amurriter gehörte, wie Inschriften des assyrischen Königs Tiglatpileser I. aus dem Ende des 12. Jahrhunderts belegen. Bol gilt gegenüber dem babylonischen Bel als der ältere Name für den palmyrenischen Himmelsgott, folglich scheint auch Aglibol älter als Malakbel zu sein. Dasselbe gilt für Jarchibol, der von den Amurritern verehrt wurde, die ihn als die ersten bekannten Siedler der Oase als Ahnherrn der Quelle einführten. Später wurde Jarchibol zu dem wohl älteren der beiden unabhängigen Sonnengötter.

## Formen des Kults
Der Tempel für Malakbel und den Mondgott Aglibol hieß „der heilige Garten“. Er war einer der frühesten Tempel von Palmyra und laut mehreren Inschriften einer der vier wichtigsten Tempel, die im Besitz eines Stammes waren. Zwei dieser Tempel konnten bisher nicht lokalisiert werden. Erhalten blieb nur der von den Bene Maazin verehrte Baalschamin-Tempel, der zur seleukidischen Zeit im 2. Jahrhundert v. Chr. außerhalb der Stadt lag. In den 1980er Jahren wurden die geringen Reste eines Tempels für den Gott Arsu freigelegt, der von den Bene Mattabol verehrt wurde. Der Name des vierten Stammes ist unbekannt.
In Dura Europos verehrte eine aus Palmyra zugewanderte Einwohnerschaft Malakbel. Die Stadt war um 165 n. Chr. zum römischen Reich gekommen. Von den Soldaten, die hier gegen die Parther Stellung bezogen, kamen etliche aus Palmyra. Sieben oder acht Inschriften aus Nordafrika bestätigen den Malakbel-Kult, der sich durch römische Soldaten aus Palmyra auch dorthin und im gesamten Reich ausgebreitet hatte.

### Malakbel und Aglibol

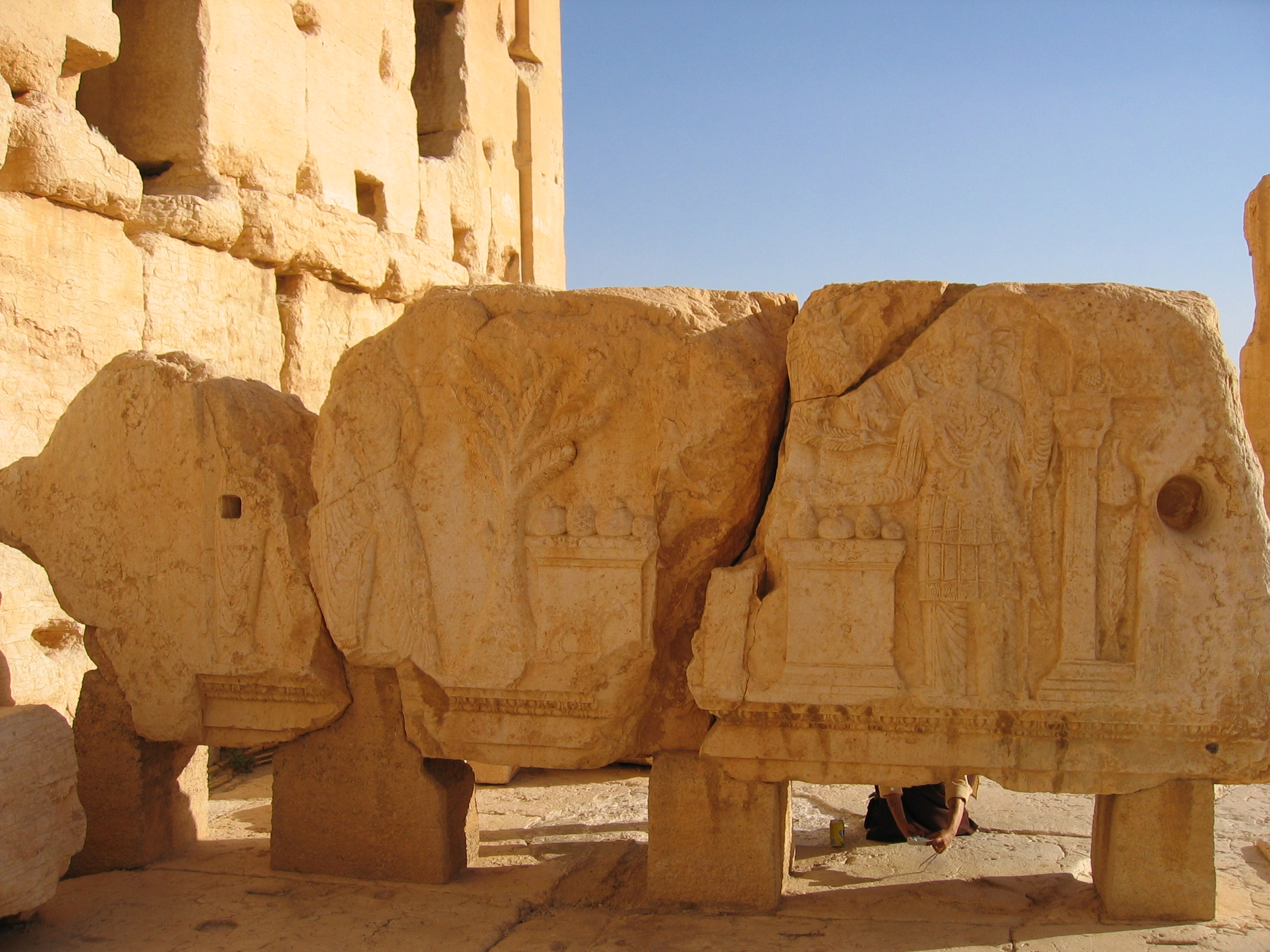
Fries am Bel-Tempel in Palmyra. Es befand sich ursprünglich an der Decke des Prostylos und zeigt ein Heiligtum mit zwei Altären und einer Pinie. Malakbel (rechts) und Aglibol (war an der Stelle des Risses) reichen sich über den Altar hinweg die Hände

Obwohl der Tempel für die „heiligen Brüder“ nicht gefunden wurde, so ist er bildlich und durch Weiheinschriften überliefert. Eine römische Tessera zeigt zwei Altäre mit einem Ochsen auf dem linken und einer Zypresse neben dem rechten Altar. Ferner ist das Heiligtum der beiden Götter – zwei Altäre mit Zypresse – auf einem Fries des Bel-Tempels von Palmyra dargestellt. Aglibol wird meist als römischer Soldat gekleidet mit Speer und Schild in den Händen gezeigt, Malakbel daneben trägt einfache ländliche Kleidung mit einem Mantel und weiten Hosen, wie auf einer Stele, die sich im Kapitolinischen Museum befindet. Wo Malakbel allein oder mit Aglibol auftritt, ist er allgemein an einer bäuerlichen oder persischen Kleidung erkennbar, er trägt Fruchtbarkeitssymbole, aber keinen Nimbus.
Im Kapitolinischen Museum befindet sich auch ein vermutlich in Rom hergestellter Altar vom Ende des 1. oder Anfang des 2. Jahrhunderts n. Chr. oder aus der Mitte des 3. Jahrhunderts, der die Verehrung Malakbels zeigt, die er bei den Bürgern Roms genoss. Er wurde Ende des 15. Jahrhunderts in Trastevere gefunden und trägt an zwei der vier Seiten unter den Reliefs Inschriften. Die lateinische Inschrift widmet den Altar dem römischen Sonnengott Sol Sanctissimus, die palmyrenische Inschrift nennt Malakbel und weitere Götter von Palmyra. Der Altar bildet nach der gängigen Interpretation auf seinen vier Seiten die Phasen des Sonnenlaufs ab. Malakbel ist hier dreifach und in einem Zusammenhang abgebildet, der am deutlichsten seinen solaren Charakter zeigt. Die Abbildungen sind zugleich ein Bindeglied zur ursprünglichen Rolle als Fruchtbarkeitsgott. Der Gott steigt auf der einen Seite als Kleinkind durch die Zweige einer Zypresse herab, über seinen Schultern trägt er eine Ziege. In der nächsten Szene fährt er auf seinem, von vier Greifen gezogenen Sonnenwagen über den Himmel. Um die Mittagszeit erscheint er an der Frontseite des Altars als Büste eines Jugendlichen mit einem siebenstrahligen Nimbus, wie er oberhalb eines Adlers hervorkommt. Die vierte Seite zeigt das bärtige, kraushaarige Gesicht des Saturnus mit einer Sichel.
Die Sonnenverehrung erlebte in Rom ihren Höhepunkt unter Elagabal (reg. 218–222), der aus seiner orientalischen Heimat den um Emesa verehrten Sonnengott Elagabal einführte und vergeblich zur Staatsreligion machen wollte. Dies gelang erst Kaiser Aurelian im Jahr 274. Der Sonnenkult in Rom hat einen arabischen Ursprung, die Umformung zu einer Staatsreligion geschah durch Philosophen im Westen des Reiches.

### Trias
Den Kult von Sonne und Mond gab es in Syrien seit mindestens Anfang des 1. Jahrtausends v. Chr., von beiden besaß bei den Aramäern in Syrien und den Babyloniern der Mondgott die größere Bedeutung. Ein in Homs gefundenes Relief, das wohl aus Palmyra stammt und 30/31 n. Chr. datiert ist, zeigt die Büste eines Sonnengottes mit Strahlenkranz, hinter dessen Schultern zwar die mondsichelförmigen Stierhörner des Mondgottes (Aglibol) hervortreten, der jedoch laut der griechischen Inschrift Helios entsprechend dem babylonischen Sonnengott Schamasch darstellt. Die Schlange in der rechten oberen Ecke stellt eine weitere Verbindung zur Sonne her.
Zur Persönlichkeit von Malakbel gehört neben der Gleichsetzung mit dem römischen Sonnengott Sol auch seine Rolle als Bote des Himmelsgottes, der Name ist auch als „Engel des Bel“ zu übersetzen. Eine ähnlich dienende Funktion an der Seite von Bel kam Aglibol zu. Im Bel-Tempel wurde zusammen mit Bel noch der andere Sonnengott Jarchibol verehrt. Zu dieser Trias gesellte sich in Palmyra eine weitere Götteranordnung, in der Baalschamin als höchster Gott in der Mitte von Aglibol und Malakbel umgeben war. Der bildliche Unterschied zwischen beiden Triaden bestand darin, dass Malakbel stets zur Linken von Baalschamin und Aglibol zu seiner Rechten dargestellt wurde, während Aglibol auf der linken Seite von Bel seinen Platz hatte. Diese Trias scheint sich zur selben Zeit wie diejenige des Bel entwickelt zu haben und verehrt worden zu sein, obwohl sie im 2. und 3. Jahrhundert nur von Abbildungen bekannt ist und nicht mehr erwähnt wird. Baalschamin taucht nur zwischen 67 und 134 n. Chr. in Inschriften auf, später blieb er anonym oder wurde mit einer lobpreisenden Formel umschrieben.
Bei der Ausgrabung des Baalschamin-Tempels kam ein Sturzstein zum Vorschein, der ursprünglich über einer Kultnische angebracht war. Er zeigt in der Mitte einen Adler, unter dessen ausgebreitetem linken Flügel eine Büste von Malakbel und rechts eine von Aglibol zu sehen ist. Der Adler wird als Himmelsvogel und als symbolische Darstellung des Himmelsgottes Baalschamin gedeutet, die vermutlich aus der ersten Hälfte des 1. Jahrhunderts n. Chr. stammt.
Aus Khirbet Ramadan (in der Wüste nahe Palmyra) stammt ein fragmentarisches Relief, das sich heute im Nationalmuseum von Damaskus befindet. Es zeigt drei Gottheiten in militärischer Bekleidung mit Baalschamin in der Mitte und seinen Begleitern. Baalschamin ist an seinem Bart und einem calathus (kalathos, korbförmige Krone mit Blattranken) auf dem Kopf zu erkennen. Wo Malakbel mit Baalschamin dargestellt wird, trägt er stets Militärkleidung und den Strahlenkranz eines Sonnengottes. Im Herrschaftsbereich von Palmyra wurden weitere Reliefs mit diesen drei Göttern gefunden. Auf einigen Reliefs sind sie zusammen mit weiteren Gottheiten zu sehen.